# Aéroport international William P. Hobby
 (décembre 2018).
Si vous disposez d'ouvrages ou d'articles de référence ou si vous connaissez des sites web de qualité traitant du thème abordé ici, merci de compléter l'article en donnant les références utiles à sa vérifiabilité et en les liant à la section « Notes et références ».
L'aéroport international William P. Hobby, en forme courte l'aéroport Hobby, est le second aéroport desservant la ville de Houston, au Texas, après l'aéroport intercontinental George-Bush.
Ayant d'abord été un aéroport militaire (abritant entre autres le WASP), il est à partir de 1943 l'aéroport municipal de Houston, avant de devenir en 1948 un aéroport international.

## Situation

### Carte des 30 principaux aéroports texans
| \| 500 km1:17 479 000 \| Atlanta Los Angeles Chicago · O'Hare Chicago · Midway Dallas · Fort Worth New York · JFK Newark · Liberty New York-LaGuardia Denver San Francisco Charlotte Las Vegas Phoenix Miami Houston Seattle Orlando Minneapolis · Saint-Paul Boston Détroit Philadelphie Fort Lauderdale · Hollywood Baltimore Washington · R. Reagan Washington · Dulles Salt Lake City San Diego Honolulu Tampa Portland |
| 500 km1:17 479 000 |

| Abilene Austin Beaumont Corpus Christi Dallas Love Dallas-Fort Worth East Texas Easterwood El Paso Houston · George-Bush Houston-Hobby Killeen · Fort Hood Laredo Lubbock Preston Smith McAllen Miller Midland Rick Husband Amarillo San Angelo San Antonio Tyler Pounds Valley Victoria Waco Wichita Falls |

## Statistiques
Pour des raisons techniques, il est temporairement impossible d'afficher le graphique qui aurait dû être présenté ici.

Voir la requête brute et les sources sur Wikidata.